# Constante de estructura fina
La constante de estructura fina de Sommerfeld (símbolo α) es la constante física fundamental que caracteriza la fuerza de la interacción electromagnética.
Es una cantidad sin dimensiones, por lo que su valor numérico es independiente del sistema de unidades usado. 
La expresión que la define y el valor recomendado por CODATA 2002 es:
| Símbolo                       | Nombre                                     | Valor               | Unidad      |
| ----------------------------- | ------------------------------------------ | ------------------- | ----------- |
| {\displaystyle \alpha }       | Constante de estructura fina de Sommerfeld | 7.297352568E-3      |             |
| {\displaystyle e}             | Carga elemental                            | 1.602176487(40)E-19 | C           |
| {\displaystyle \epsilon _{0}} | Permitividad del vacío                     | 8.8541878176E-12    | C2 / (N m2) |
| {\displaystyle \hbar }        | Constante de Planck reducida               | 1.054571628E-34     | J s         |
| {\displaystyle c}             | Velocidad de la luz en el vacío            | 299792458           | m / s       |

## Definiciones relacionadas
La constante de estructura fina se puede definir también como:
| Símbolo                       | Nombre                                     | Unidad      | Fórmula                                   |
| ----------------------------- | ------------------------------------------ | ----------- | ----------------------------------------- |
| {\displaystyle \alpha }       | Constante de estructura fina de Sommerfeld |             |                                           |
| {\displaystyle k_{C}}         | Constante de Coulomb                       | N m2 / C2   |                                           |
| {\displaystyle e}             | Carga elemental                            | C           |                                           |
| {\displaystyle \epsilon _{0}} | Permitividad del vacío                     | C2 / (N m2) |                                           |
| {\displaystyle \hbar }        | Constante de Planck reducida               | J s         | {\displaystyle \hbar ={\frac {h}{2\pi }}} |
| {\displaystyle c}             | Velocidad de la luz en el vacío            | m / s       |                                           |

En unidades electrostáticas cgs, la unidad de carga eléctrica (el Statcoulomb o esu de carga) se define de tal forma que el factor de permitividad, {\displaystyle 4\pi \epsilon _{0}}, es la constante sin dimensiones 1. Así, la constante de estructura fina es:

{\displaystyle \alpha ={\frac {e^{2}}{\hbar c}}}

## Medida
La definición de {\displaystyle \alpha } contiene otras constantes que pueden ser medidas. No obstante, la electrodinámica cuántica (QED) muestra una forma de medir {\displaystyle \alpha } directamente usando el efecto Hall cuántico o el momento magnético anómalo del electrón.
La QED predice una relación entre el momento magnético sin dimensiones del electrón (o el g-factor de Lande, {\displaystyle g}) y la constante de estructura fina {\displaystyle \alpha }. Una nueva medida de {\displaystyle g} usando un ciclotrón cuántico de un electrón, junto con un cálculo QED que involucra 891 diagramas de Feynman, determina el valor actual más preciso de {\displaystyle \alpha }:

{\displaystyle \alpha ^{-1}=137,035\,999\,710\,(96)}

esto es, una medida con una precisión de 0,70 partes por mil millones. Las incertidumbres son 10 veces más pequeñas que aquellas de los métodos rivales más próximos. Las comparaciones de los valores medidos y los calculados de {\displaystyle g} suponen un test muy fuerte de QED, y ponen un límite para cualquier estructura interna del electrón posible.

## Interpretación física
La constante de estructura fina puede tomarse como el cuadrado del cociente de la carga elemental con la carga de Planck.
| Símbolo                 | Nombre                                     | Unidad |
| ----------------------- | ------------------------------------------ | ------ |
| {\displaystyle \alpha } | Constante de estructura fina de Sommerfeld |        |
| {\displaystyle e}       | Carga elemental                            | C      |
| {\displaystyle q_{P}}   | Carga de Planck                            | C      |

Para una longitud arbitraria {\displaystyle s\ }, la constante de estructura fina es el cociente de dos energías: (i) la energía necesaria para traer dos electrones desde el infinito a una distancia {\displaystyle s\ } trabajando contra su repulsión electrostática, y (ii) la energía de un simple fotón de longitud de onda igual a la misma longitud multiplicada por 2π (esto es, {\displaystyle 2\pi s=\lambda ={\frac {c}{\nu }}} donde {\displaystyle \nu \ } es la frecuencia de radiación asociada con el fotón).

{\displaystyle \alpha ={\frac {e^{2}}{4\pi \epsilon _{0}s}}\div h\nu ={\frac {e^{2}}{4\pi \epsilon _{0}s}}\div {\frac {hc}{2\pi s}}={\frac {e^{2}}{4\pi \epsilon _{0}\hbar c}}}

En la teoría de electrodinámica cuántica, la constante de estructura fina juega el rol de una constante de acoplamiento, representando la fuerza de la interacción entre electrones y fotones. Su valor no puede predecirse por la teoría, y debe insertarse uno basado en resultados experimentales. De hecho, es uno de los veinte «parámetros externos» en el modelo estándar de física de partículas.
En la teoría electrodébil, que unifica la interacción débil con el electromagnetismo, la constante de estructura fina aparece en otras dos constantes de acoplamiento asociadas con los campos gauge de la teoría electrodébil. En esta teoría, la interacción electromagnética se trata como una mezcla de interacciones asociadas con los campos electrodébiles.

## Historia
La constante de estructura fina fue introducida en la física en 1916 por Arnold Sommerfeld, como una medida relativista de las desviaciones en las líneas espectrales atómicas de las predicciones hechas por el modelo de Bohr.
Históricamente, la primera interpretación física de la constante de estructura fina, {\displaystyle \alpha }, fue el cociente de la velocidad del electrón en la primera órbita circular del átomo de Bohr relativista con la velocidad de la luz en el vacío. De igual forma, era el cociente entre el momento angular mínimo permitido por la relatividad para una órbita cerrada bajo fuerza electromagnética y el momento angular mínimo permitido por la mecánica cuántica. Aparece de forma natural en el análisis de Sommerfeld y determina el tamaño de la separación o estructura fina de las líneas espectrales del hidrógeno.